# Stevie Johnston
Stevie Johnston est un boxeur américain né le 28 septembre 1972 à Denver, Colorado.

## Carrière
Champion d'Amérique du Nord des poids légers NABF en 1995, il devient champion du monde WBC de la catégorie le 1er mars 1997 en battant aux points Jean-Baptiste Mendy. Johnston s'incline l'année suivante face à Cesar Bazan mais remporte le combat revanche le 27 février 1999 avant de finalement céder son titre à José Luis Castillo le 17 juin 2000.